# Geōrgios Marinos
Geōrgios Vasileiou Marinos (in greco Γεώργιος Βασιλείου Μαρίνος?; Agios Loukas, 1954) è un politico greco, membro del Partito Comunista di Grecia.

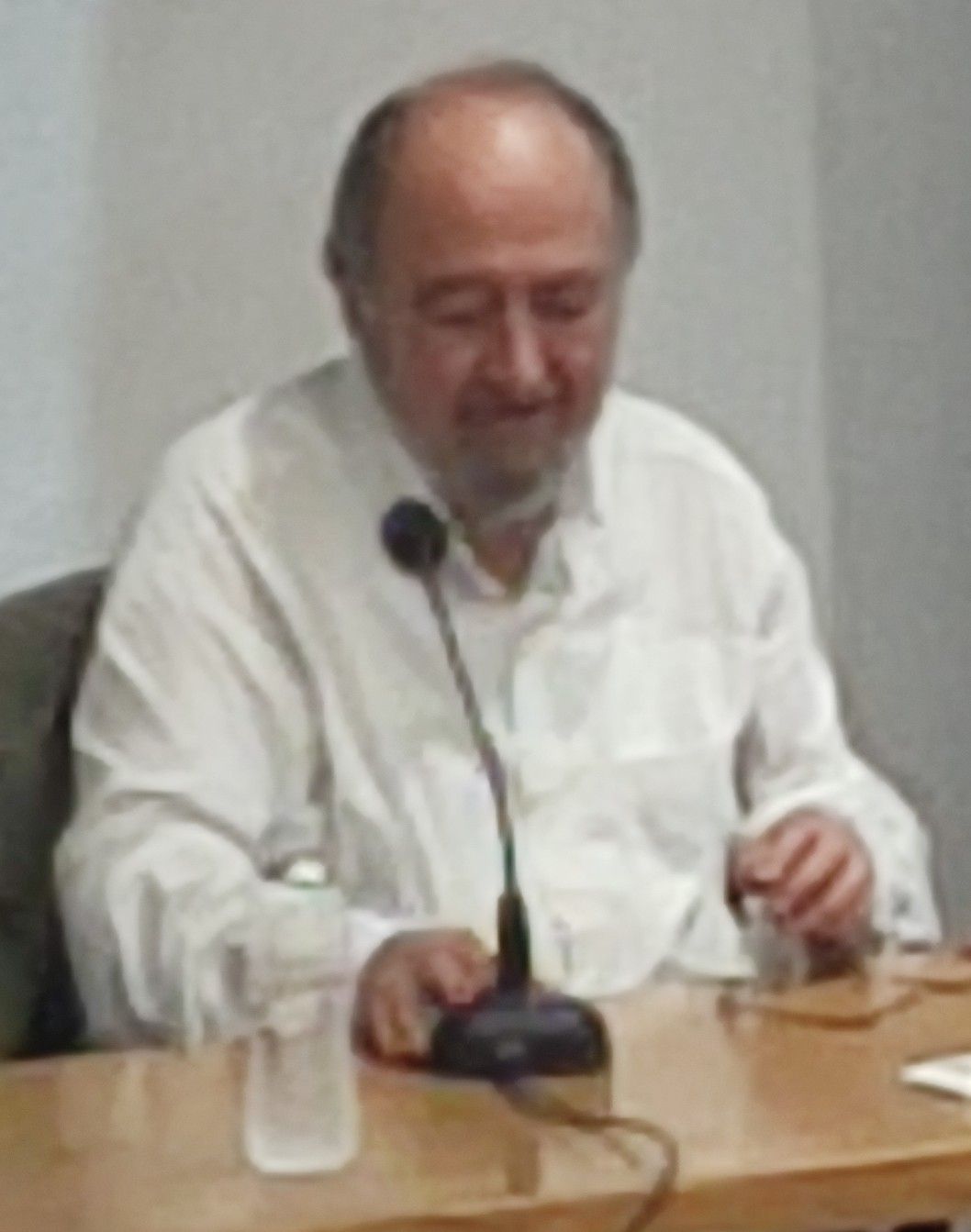
Marinos in un evento politico de KKE

Membro dell'Ufficio Politico del Comitato Centrale del Partito Comunista, viene eletto deputato del Parlamento Ellenico alle elezioni del 2007, a quelle del 2009 e a quelle del 2019.